# BR-480
De BR-480 is een federale weg in de deelstaten Paraná, Santa Catarina en Rio Grande do Sul in het zuiden van Brazilië. De weg is een verbindingsweg tussen Pato Branco en Erechim.
De weg heeft een lengte van 268 kilometer.

## Aansluitende wegen
- BR-158, BR-280, PR-280 en PR-493 bij Pato Branco
- BR-280 bij Vitorino
- BR-158, SC-157, SC-305 en SC-480 bij São Lourenço do Oeste
- SC-479 bij Ipuaçu
- SC-155 bij Bom Jesus
- BR-282, SC-155 en SC-480 bij Xanxerê
- SC-156 bij Xaxim
- BR-282 en SC-157 bij Cordilheira Alta
- BR-283, SC-157, SC-283, SC-480 en SC-484 bij Chapecó
- RS-406
- RS-487
- BR-135, RS-135 en RS-211 bij Erechim

## Plaatsen
Langs de route liggen de volgende plaatsen:
- Pato Branco
- Vitorino
- São Lourenço do Oeste
- Galvão
- São Domingos
- Ipuaçu
- Bom Jesus
- Xanxerê
- Xaxim
- Cordilheira Alta
- Chapecó
- Erval Grande
- São Valentim
- Barão de Cotegipe
- Erechim